# Клан Кессіді
Клан Кессіді (ірл. – Clan Cassidy, Clan Ó Cassidy, Clann Ó Caiside) – клан О’Кайсіде – один з ірландських кланів. Існує в Ірландії з давніх часів. Нині прізвище Кессіді досить поширене як в Ірландії, так і в країнах розселення ірландців. Основні варіанти прізвищ, що виникли в клані Кессіді: Cassity, Cassedy, Casada.

## Історія клану Кессіді

### Походження клану Кессіді
Історично клан Кессіді проживав на території нинішнього графства Фермана – в Північній Ірландії (Ольстері). Протягом століть люди клану Кессіді були відомими діячами в мистецтві, медицині, релігії. Клан Кессіді розселявся зі своїх історичних земель по всій Ірландії.
Походження давнього клану Ві Кайсіде (ірл. - Ui Caiside) залишається невідомим. Імовірно, це давні аборигени земель графства Фермана, які тут жили тисячоліттями. Імнують суперечливі дані хто були ці давні жителі графства Фермана – це плем’я (туат) Фір Манай (ірл. - Fir Manaigh), але відомо, що вони вже жили в цих краях в VI століття, коли святий Молайс (ірл. - St. Molaise) заснував монастир на острові Девеніш (ірл. – Devenish). Клан О’Кайсіде був тісно пов'язаний з цим монастирем і мав доступ до школи цього монастиря в ті часи, коли освіта була доступна тільки обраним.
Ірландський історик П. О. Галахайр (ірл. - P. O. Gallachair) так писав про клан О’Кайсіде: «Клан Ві Кайсіде був відомий в Ірландії, але на відміну від інших давніх ірландських  кланів, які славились кривавими подвигами і битвами, клан Ві Кайсіде мав шляхетну славу. Це були люди освіти, науки, культури.»

### Лікарі з клану Кессіді
Клан О’Кайсіде жив у давні часи на берегах озера Лох-Ерне (ірл. – Loch Erne). Багато людей клану О’Кайсіде були лікарями. У давні часи в Ірландії професія лікаря була спадковою професією і лікарі були прикріплені до конкретного вождя клану. Крім клану О’Кайсіде багато спадкових лікарів були серед людей кланів О’Калленан з Десмонду (ірл. - Ó Callenan Desmond) та О’Лес з Коннахту (ірл. - Ó Lees Connaught). Лікарі з клану О’Кайсіде служили лікарями клану Мак Вайр (ірл. - Mac Uidhir) з нинішнього графства Фермана. Повідомлення про лікарів з клану О’Кайсіде трапляються в історичних джерелах з 1300 по 1600 роки.
«Літопис Чотирьох Майстрів» повідомляє про смерть у 1504 році Пірса О’Кайсіде з Фермани: «...він був сином Томаса, був головним лікарем клану Мак Вайр, він глибоко розбирався в літературі і медицині, утримував будинки загальної гостинності...» Відомо і про інших лікарів з клану О’Кайсіде: Фінгін О’Кайсіде (ірл. – Finghin Ó Caiside) – помер у 1322 році, Гілла на н-Айнгел (ірл. - Gilla na nAingel) – помер у 1335 році, Тадг О’Кайсіде (ірл. – Tadhg Ó Caiside) – помер у 1450 році, Феоніс О’Кайсіде (ірл. – Feonis Ó Caiside) – помер у 1504 році, Фейдлімід О’Кайсіде (ірл. - Feidhlimidh Ó Caiside) – помер у 1520 році. Всі вони згадуються в літописах Ірландії як Ollamh leighis – Оллам лейгіс – професори медицини.
Смерть доктора Феоріса (ірл. – Feoris) згадується в «Літописі Ольстера»: «Феоріс О’Кессіді Кевл (ірл. - O'Cassidy Ceul) помер цього року – лікар клану Магвайр, він добре знався в лікуванні та навчанні, утримував будинки гостинності для кожного, помер від Круйх ан Ріг (ірл. - Cruith an Righ)...» Що таке Круйх ан Ріг – невідомо. Є припущення, що це епідемія якоїсь хвороби, але цю фразу можна перекласти і як «зло короля». Можливо він був звинувачений і королем і загинув в результаті цього.
Незважаючи на те, що лікарі в Ірландії були прив’язані до конкретного клану і вождя, мусили жити разом з кланом який вони обслуговували і поруч біля свого покровителя, ірландські лікарі багато подорожували. У XIV – XV століттях багато ірландських лікарів відвідували континентальну Європу з метою навчання, за книгами чи з метою практики. У XVI столітті існували спеціальні школи в Ірландії та Шотландії, де досвідчені лікарі вчили наступне покоління лікарів, писали медичні трактати і книги. Люди клану Кессіді були авторами багатьох медичних трактатів, що поширювались Європою.
Автором одного з популярних в ті часи манускриптів був Ан Гіолла Глас О’Кайсіде (ірл. -  An Giolla Glas Ó Caiside). Трактат він написав десь у 1515 – 1527 роках. Цей рукопис нині зберігається в Корпус Хрісті Коледжі (англ. - Corpus Christi) в Оксфорді. Крім медицини там висвітлене широке коло питань з ботаніки, астрономії, філософії. Ще один відомий лікар з клану О’Кайсіде – доктор Фелікс О’Кайсіде служив лікарем при якобінському суді у Франції.

### Священики і вчені з клану Кессіді
Про клан Кессіді в Ірландії писали, що це «найбільш відомі та унікальні люди». Багато людей з клану Кессіді ставали не тільки лікарями, але і священиками Римо-католицької церкви, особливо в єпархії Клогер, особливо під час переслідування Римо-католицької церкви в Ірландії в XVIII столітті. Єпархії в Ірландії ніколи не збігалися з кордонами графств. Єпархія Клогер охоплювала більшу частину графства Фермана, все графство Монаган, частини графств Донегол, Тірон, Лаут.
Одним з найбільш відомих священиків з клану Кессіді був Руайдрі (Рорі) О’Кайсіде (ірл. - Ruaidhri Ó Caiside) – був архідияконом Клогер, помер 1541 року. У 1525 році він склав «Реєстр єпархії Клогер», а також продовжив роботу над книгою «Літопис Ольстера», яку до нього писав Кахал Ог Мак Манус (ірл. - Cathal Óg MacManus), що помер 1498 року.
«Літопис Ольстера» є одним з найбільш значущих ірландських текстів пізнього Середньовіччя, що містить достовірні записи подій місцевого та національного значення разом з інформацією про історії кланів, історії королівських династій, про сімейні стосунки в Ірландії, про церковне життя Ірландії, науку, мистецтво та соціальний розвиток. У записах 1541 року є: « ... Рорі О’Кайсіде, архідиякон Клогера помер у цьому році. Він написав велику частину цієї книги, він був людиною сповненою знання у кожній науці, як у праві, так і в боговлов’ї, медицині, філософії...»
Ще однією відомою людиною з клану Кессіді був Моріс Кессіді (ірл. - Maurice Cassidy) – францисканський монах, народився 1745 року. Сучасник писав про нього, що він був: «... галасливий, вогненний, запальний ольстерець...»
У клані Кессіді були родини, що були «спадковими священиками» - синів вони відправляли вчитися в духовні семінарії. До 1600 року велика частина земель клану Мак Вайр (Магвайре) належала церкві. Людям клану належали маєтки, храми, монастирі. Вождь клану носив титул Ерена (ірл. – erenagh). Кожен Ерена контролював частину земель церкви.
Жителі церковних земель мали певні привілеї від духовенства, такі як імунітет від світського оподаткування, нейтралітету під час війни, звільнення від військової служби. При трансформації ірландської церкви у ХІІ столітті з монастирської церкви на церкву парафіяльну, ці землі перейшли під контроль місцевих єпископів.
У свою чергу для продовження володіння землею, Ерена платали єпископу щорічну орендну плату, багато конкретної данини і надавали багато послуг, у тому числі єпископу і його слугам під час подорожі давали нічліг, забезпечували його проїзд, допомагали утримувати в належному стані місцеву церкву і були зобов'язані підтримувати гостинність щодо пілігримів та прочан. Велика частина духовенства набиралась саме з сімей Ерена.

### Поети з клану Кессіді
Найдавніший  відомий поет з клану Кессіді це Гіолла Мохуда Мор О’Кайсіде (ірл. - Giolla Mochuda Mor Ó Caiside) – він же: Гілла Мо Дуту ва Касайде (ірл. - Gilla Mo Dutu ua Casaide).
У клані МакГвайре, що володів землями Фермана були професійні літератори з клану О’Кайсіде, вони називалися лір лейгінн (ірл. - lir léighinn). Про них писали, що це були поети, які написали все найкраще, що було в ірландській (гельській) літературі. Збереглась знаменита поема одного з поетів клану О’Кайсіде написана у 1147 році. Це поема «Банхенхас» (ірл. – Banshenchas) – «Наука про жінок». В поемі розповідається про історію жінок всього світу.
Широко відомими були вірші і пісні Томаса О’Кайсіде «Ан Кайсіде Бан» (ірл. - An Caisideach Ban) – «Жінки клану Кайсіде». Томас О’Кайсіде жив у XVIII столітті, був монахом-августинцем, але потім його вигнали з монастиря за «поганий і безглуздий шлюб». Томас О’Кайсіде решту життя блукав по Ірландії та по Європі як поет і колишній священик. Про один з найбільш відомих віршів Томаса О’Кайсіде «Ан Кайсіде Бан» писали сучасники, що це «оспівування і дихання Ірландії. Це історія священика, що жадає побачити Непорочну Діву і його останнє бажання на смертному одрі було б отримати поцілунок від неї».

## Відомі і видатні люди з клану Кессіді
- Бернард Мет’ю Кессіді (ірл. - Bernard Matthew Cassidy) – британський військовий.
- Білл Кессіді (ірл. - Bill Cassidy) – американський політик і лікар.
- Боб Кессіді (ірл. - Bob Cassidy) – психолог, менталіст, оратор, письменник.
- Батч Кессіді (ірл. - Butch Cassidy) – бандит з Дикого Заходу.
- Крістофер Кессіді (ірл. - Christopher Cassidy) – американський астронавт.
- Клавдія Кессіді (ірл. - Claudia Cassidy) – американський критик.
- Келетт Кессіді (ірл. - Colette Cassidy) – журналіст.
- Даміан Кессіді (ірл. - Damian Cassidy) – ірландський футболіст.
- Даніел Кессіді (ірл. - Daniel Cassidy) (1943 – 2008) – американський письменник, сценарист, режисер, академік.
- Даніел Кессіді (ірл. - Daniel Cassidy) – англійський футболіст.
- Девід Кессіді (ірл. - David Cassidy) – американський музика, актор, кумир публіки.
- Дерек Кессіді (ірл. - Derek Cassidy) (нар. 1986) – американський футболіст.
- Доні Кессіді (ірл. - Donie Cassidy) – ірландський політик і бізнесмен.
- Ед Кессіді (ірл. - Ed Cassidy) – американський барабанщик.
- Едвард Кессіді (ірл. - Edward Cassidy) (нар. 1924) – австралійський кардинал римо-католицької церкви.
- Елайн Кессіді (ірл. - Elaine Cassidy) – ірландська актриса.
- Елайн Кессіді (ірл. - Elaine Cassidy) – австралійський політик.
- Єва Кессіді (ірл. - Eva Cassidy) (1963 – 1996) – американська співачка.
- Гаррі Кессіді (ірл. - Harry Cassidy) – канадський академік.
- Джек Кессіді (ірл. - Jack Cassidy) – ірландський актор, батько Девіда, Шауна, Патріка Кессіді.
- Джоанна Кессіді (ірл. - Joanna Cassidy) – американська актриса.
- Кеті Кессіді (ірл. - Katie Cassidy) – американська співачка та актриса.
- Мет’ю Кессіді (ірл. - Matthew Cassidy) – ірландський футболіст.
- Наталі Кессіді (ірл. - Natalie Cassidy) – англійська акторка.
- Овен Кессіді (ірл. - Owen Cassidy) (1862 – 1911) – американський політик.
- Реффі Кессіді (ірл. - Raffey Cassidy) – англійська акторка.
- Реквел Кессіді (ірл. - Raquel Cassidy) – англійська акторка.
- Скотт Кессіді (ірл. - Scott Cassidy) – американський баскетболіст.
- Стефен Кессіді (ірл. - Stephen Cassidy) – американський профспілковий діяч.
- Тед Кессіді (ірл. - Ted Cassidy) – американський актор.
- Вільям Ф. Кессіді (ірл. - William F. Cassidy) – американський військовий.